# Parafia św. Jana Chrzciciela w Sułkowicach
Parafia pod wezwaniem Świętego Jana Chrzciciela w Sułkowicach – parafia rzymskokatolicka znajdująca się w Sułkowicach-Bolęcinie. Należy do dekanatu Andrychów diecezji bielsko-żywieckiej.
Erygowana w 1989.
Zobacz też: parafia Miłosierdzia Bożego w Sułkowicach